# 广鹿岛
39°10′53″N 122°21′14″E / 39.18139°N 122.35389°E
广鹿岛是中国辽宁省长海县广鹿乡的一座海岛，属于黄海外长山群岛的一部分，陆地面积31.5平方公里，海域面积1000平方公里，海岸线长74公里。是长海县众多岛屿中淡水最多的岛屿。